# Macracantha
Macracantha arcuata es una especie de araña araneomorfa de la familia Araneidae. Es el único miembro del género monotípico Macracantha. Es originaria del sur de Asia, este de Asia, sudeste de Asia y Suramérica.